# Sauropelta
Sauropelta (букв. «ящір-щит») — рід птахотазових нодозаврів, що існували в ранньому крейдяному періоді Північної Америки. Один вид (S. edwardsorum) був описаний, хоча могли існувати й інші. Анатомічно завропельта є одним з найкраще вивчених нодозаврів, скам'янілі рештки якого були знайдені в американських штатах Вайомінг, Монтана і, можливо, Юта. Це також найдавніший відомий рід нодозаврів — більшість його решток знайдено у відкладах формації Кловерлі, датованих 108,5 мільйонами років тому.
Це був нодозавр середнього розміру, довжиною близько 6 метрів. Завропельта мав характерний довгий хвіст, який становив близько половини довжини його тіла. Хоча його тіло було меншим за сучасного чорного носорога, завропельта мав приблизно таку ж масу й важив близько 2 тонн. Додаткова вага значною мірою була зумовлена значним покриттям кістяною бронею, в тому числі характерними великими шипами, що виступали з шиї.

## Історія відкриття

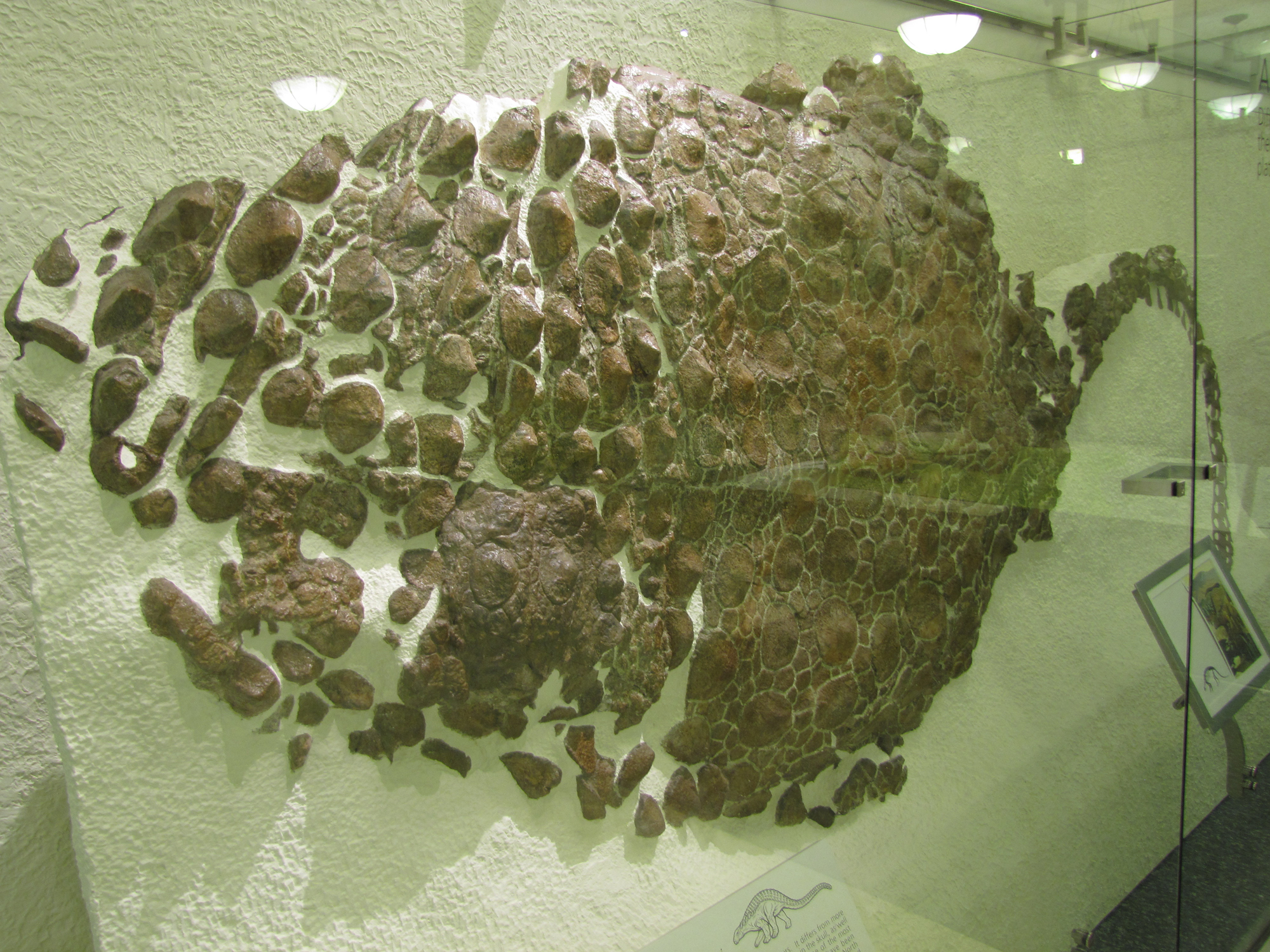
Зразок в Американському музеї природознавства

Барнум Браун знайшов перші зразки в 1930-х на території Монтани, проте не дав тварині назви, не дивлячись на те, що серед його зразків були одні з найцілісніших відомих скелетів нодозаврид. 1960-х експедиціями очолюваними Джоном Остромом, що став відомим як основоположник так званого відродження динозаврів, періоду повернення академічного та загального інтересу до динозаврів, завдяки своєму описові дейноніха 1969-го, було знайдено деякі інші фрагментарні скам‘янілості віднесені до завропельти. Назву Sauropelta edwardsi було дано тварині Остромом (1970). Родову назву утворено від sauros («ящір») і pelta («невеликий щит»), тим часом як видовий епітет вшановує Нелл і Тома Едвардсів за співпрацю з членами експедиції. 1991-го edwardsi було виправлено на edwardsorum.

## Опис

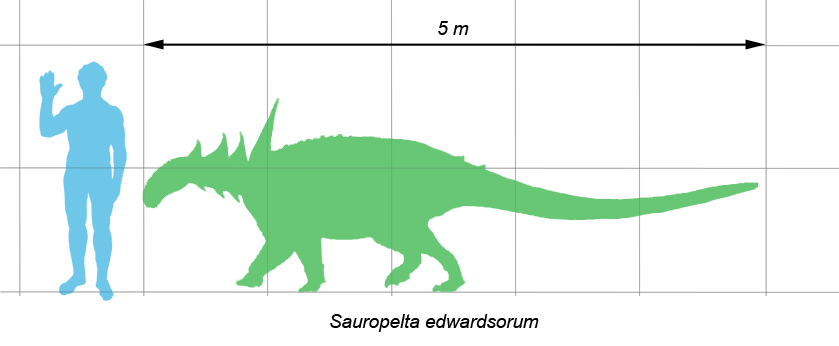
Розмір у порівнянні з людиною

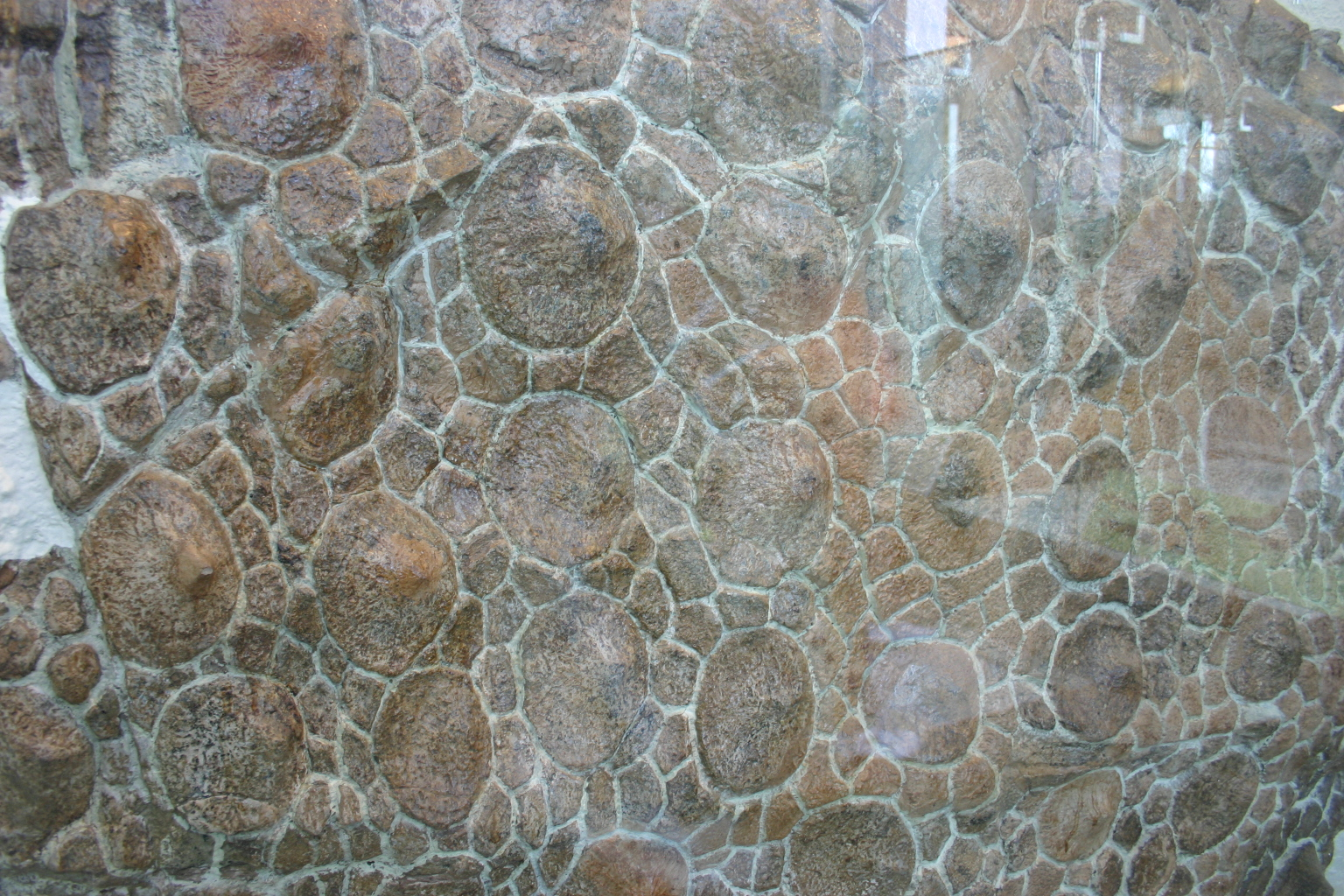
Броня зблизька

Довжина могла складати близько 6 метрів. Припускають, що тварина мала 16 спинних (із яких останні 4 зрощені), принаймні 8 шийних і щонайменше 40 хвостових хребців (нез‘ясовану частину хвостових хребців втрачено в відомих зразків, могли бути наявними й понад 50 хребців). Хвіст тварини складає, ймовірно, половину її загальної довжини. Окостенілі сухожилля присутні починаючи принаймні зі спинного хребця 7 і продовжуються до кінця хвоста. Завропельта мала, так само як і більшість чотириногих птахотазових, коротку шию, масивні кінцівки, великий таз, передні кінцівки коротші за задні й короткі й широкі стопи.

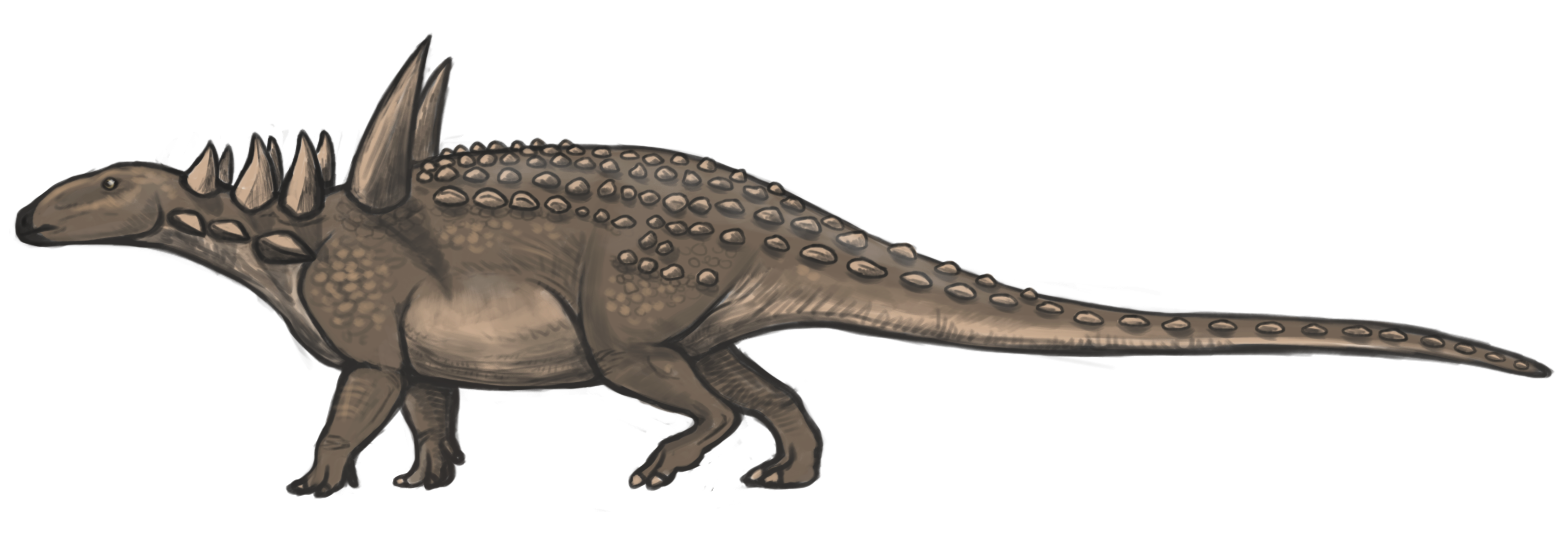
Реконструкція

Броня в регіоні шиї складається з овальних пластин, що їх із боків оточено трикутними шипами, що збільшуються в довжині вздовж шиї з наближенням до тулуба. Шипи з кожного боку розташовано у два ряди: верхній, із шипами спрямованими назад і вгору та нижній, із шипами спрямованими в сторони. Бічні ряди шипів тягнуться тулубом і проксимальною частиною хвоста. Бічні шипи зменшуються вздовж тіла і є доволі невисокими в тазовому регіоні, й той самий патерн повторюється на хвості, де перший шип найдовший і подальші стають дедалі меншими. Дорсальний покрив тіла тварини складається з виростів у формі низьких конусів розташованих поперечними рядами й розділених нерегулярними закостеніннями. Броня в тазовому регіоні складається з поперечних рядів великих, круглих, дещо куполоподібних пластин розділених мозаїкою сполучених щитків. Найбільш куполоподібні пластини розташовано переважно з боків тіла, круглі пластини простягаються до дорсальної поверхні хвоста й розділяються закостеніннями.

## Палеоекологія
З чотирьох стратиграфічних відділень формації Кловерлі з нижнього скам‘янілостей не видобували, проте з решти відомо залишки динозаврів, причому рештки завропельти знаходили в усіх трьох; фактично, цей динозавр — один із найпоширеніших у формації. Екосистема формації Кловерлі — одна з найдослідженіших у Північній Америці серед ранньокрейдових геологічних утворень. Представники цієї екосистеми — динозаври, включно з тероподами на зразок дромеозаврида Deinonychus, ценагнатида Microvenator, неназваного орнітоміміда й кархародонтозаврида Acrocanthosaurus, завроподами Rugocaudia і Sauroposeidon, птахотазовими Zephyrosaurus, Tenontosaurus, Aquilops (найдавнішим відомим представником Ceratopsia з Північної Америки) й двома нодозавридами — Sauropelta й Tatankacephalus.